# Seeburg (jukebox)

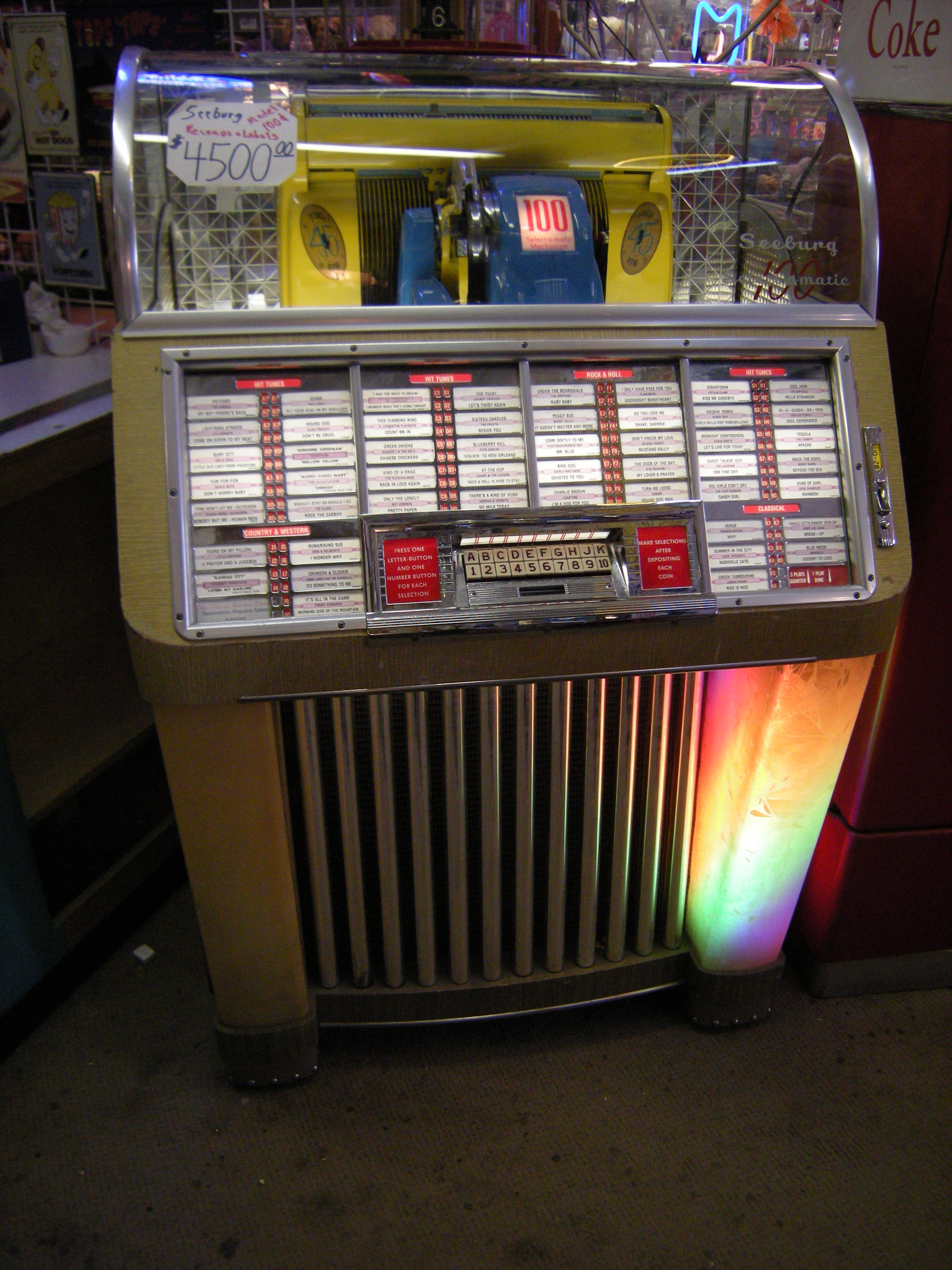
Seeburg Model 1004

Seeburg Corporation (kort Seeburg) grundades 1907 av svensken Justus P. Sjöberg som J.P. Seeburg Piano Co. i Chicago. Företaget tillverkade till en början orchestrion (självspelande instrument) och från 1928 jukeboxar. På 1950-talet kom Seeburgs jukeboxar med en del tekniska innovationer som tillät val av upp till 200 titlar. 1970 upphörde produktionen när marknaden för jukeboxar kollapsade.
Justus P. Sjöberg föddes 1871 i Göteborg och kom vid 16 års ålder till Chicago, USA, där han arbetade i pianobranschen som mekaniker och handledare. I USA använde han ett mera amerikanskklingande namn och kallade sig "Seeburg". År 1907 började J.P. Seeburg att tillverka orchestrions i sitt eget namn. J.P. Seeburg Piano Co blev snart den ledande tillverkaren av orchestrion i USA. Dessa självspelande pianon hade flera instrument inuti som kan låta som ett helt band. 1927 upphörde produktionen av orchestrion och tillverkning av myntstyrda fonografer började.

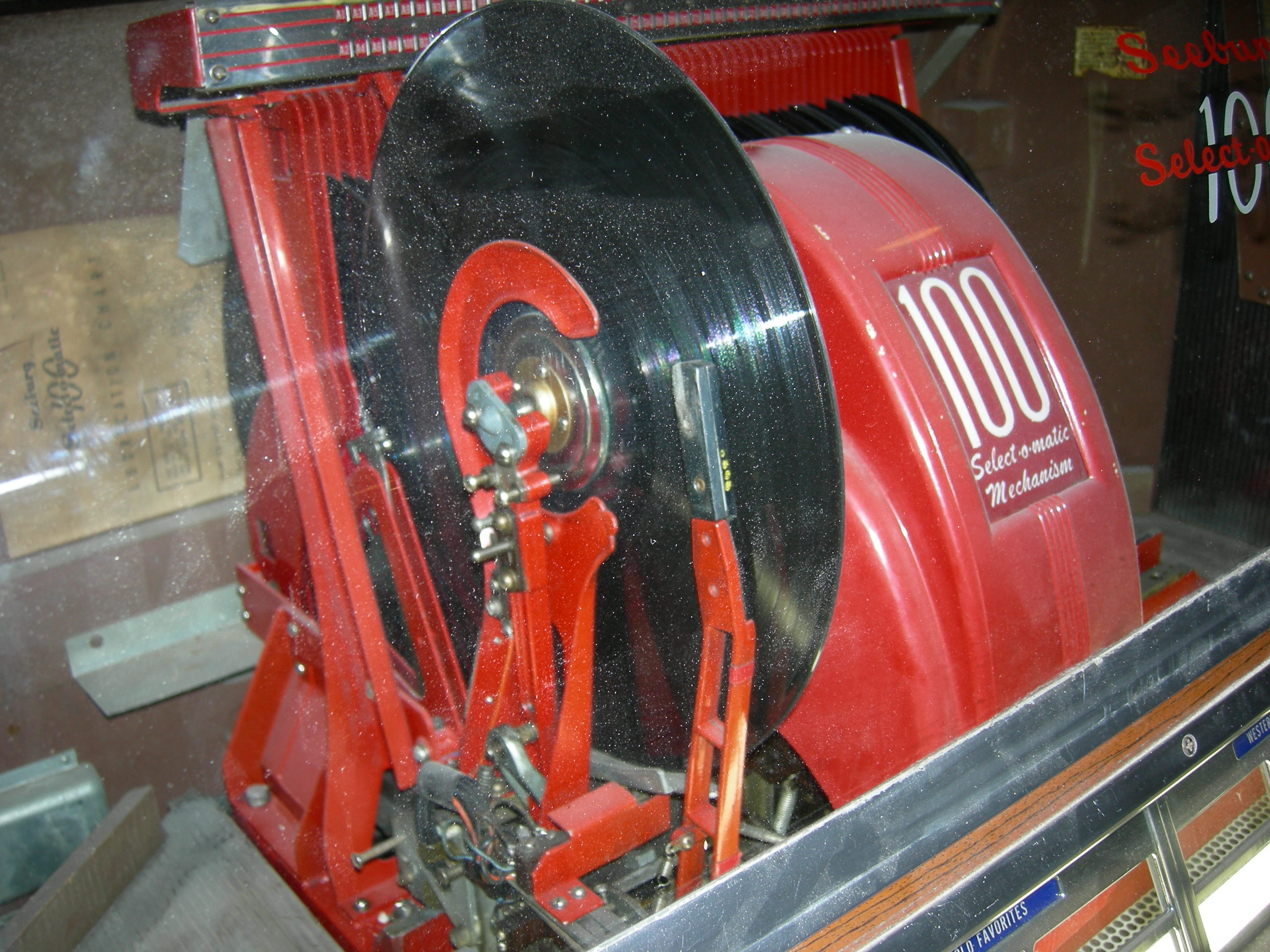
Select-o-matic för 50 stenkakor och 100 titlar.

År 1928 kom Seeburgs Audiophone på marknaden. Det var ett mellanting mellan positiv och fonograf. Försäljningen nådde aldrig större mängder. Nästa modell hette Selectophone det blev en teknisk katastrof och nästan företagets undergång. 
I 60-årsåldern 1934 skrev Justus P. Seeburg över firman på sonen Noel. Han var en driven affärsman och omorganiserade företaget. Nu kunde Seeburg ta upp kampen med de två stora konkurrenterna Rock-Ola och Wurlitzer. Fram till USA:s inträde i andra världskriget producerade Seeburg en lång rad framgångsrika jukeboxar. Under andra världskriget upphörde produktionen av jukeboxar nästan helt och Seeburg tillverkade elektronisk utrustning för US Armed Forces.
Firmans tekniska genombrott kom 1949, när Seeburg konstruerade en jukebox med "Select-o-matic" som kunde spela båda sidor av 50 skivor, alltså 100 låtar, boxen hette Peggy Lee with M100A. Mekanismen var mycket tillförlitlig och tog nästan död på konkurrenterna. 1950 kom uppföljaren M100B, den första jukeboxen som använde 45-singlar istället för 78-varvare. 1955 introducerades V-200 som erbjöd val mellan 100 skivor och 200 titlar.
På 1970-talet drabbades hela jukeboxbranschen av en kraftig efterfrågesvacka och Seeburgs produktion av jukeboxar lades ner.